# Impossible Foods
Impossible Foods Inc. là một công ty phát triển các sản phẩm thay thế bằng thực vật cho các sản phẩm bằng thịt. Được thành lập vào năm 2011, và có trụ sở chính tại Redwood City, California, mục đích của công ty là mang đến cho mọi người hương vị và lợi ích dinh dưỡng của thịt mà không gây ảnh hưởng xấu đến sức khỏe và các tác động môi trường nào đó liên quan đến các sản phẩm chăn nuôi. Công ty nghiên cứu các sản phẩm động vật ở cấp độ phân tử, sau đó chọn các protein và chất dinh dưỡng cụ thể từ thực vật để tái tạo trải nghiệm và dinh dưỡng của các sản phẩm thịt cụ thể.
Sản phẩm đặc trưng của công ty, Impossible Burger, được ra mắt vào tháng 7 năm 2016, sau nhiều năm nghiên cứu và phát triển. Công ty cũng sản xuất một sản phẩm xúc xích dựa trên thực vật bắt đầu được thử nghiệm trên các loại pizza được bán tại các nhà hàng Little Caesars vào tháng 5 năm 2019.

## Tài chính
Impossible Foods đã gia tăng các vòng 75 triệu đô la và 108 triệu đô la từ các nhà đầu tư bao gồm Google_Ventures, Khosla Ventures, Viking Global Investors, UBS, Tỷ phú Hồng Kông Li Ka-shing của Horizons Ventures và Bill Gates. Được biết, Patrick Brown đã từ chối lời đề nghị trị giá 300 đô la triệu để mua đứt Impossible Foods trong năm 2015.
Vào tháng 5 năm 2016, thêm 16,5 triệu đô la đã được huy động từ việc vay nợ.
Vào tháng 8 năm 2017, $ 75 triệu tài chính bổ sung đã được huy động sau khi đạt được các mục tiêu chính, với việc Bill Gates đầu tư thêm tiền.
Vào tháng 4 năm 2018, thêm $ 114 triệu được huy động, dẫn đầu là Temasek Holdings của Singapore và Sailing Capital có trụ sở tại Hồng Kông, nâng tổng số tiền lên tới 372 triệu đô la.
Vào tháng 5 năm 2019, công ty đã huy động được 300 triệu đô la đầu tư. Tổng giá trị của công ty tăng lên 2 tỷ đô la.
Tổng cộng, Impossible Foods đã huy động được 687,5 triệu đô la sau 12 vòng tài trợ.